# Tetragnatha beccarii
Tetragnatha beccarii là một loài nhện trong họ Tetragnathidae.
Loài này thuộc chi Tetragnatha. Tetragnatha beccarii được miêu tả năm 1947 bởi Caporiacco.